# Marie Cico
Marie Cico (Parigi, 1843 – Neuilly-sur-Seine, 11 settembre 1875) è stata un soprano francese.

## Biografia
Marie Trotté-Cico esordì al Bouffes-Parisiens nel 1858, cantando nella prima assoluta dell'Orfeo all'inferno di Jacques Offenbach. L'anno successivo interpretò Lahire e Clé-de-Sol in Geneviève de Brabant di Offenbach. All'Opéra-Comique, nel 1862 fu la protagonista in Lalla Roukh di Félicien David e nel 1864 recitò nel ruolo di Figarina in La fiancée du roi de Garbe di Daniel Auber. Nel 1865 interpretò Hermine nella prima assoluta di Le saphir di David. Successivamente canterà nella prima assoluta di Robinson Crusoé (1867) e in Vert-vert (1869) di Offenbach.